# Cataetyx alleni
Cataetyx alleni é uma espécie de peixe pertencente à família Bythitidae.
A autoridade científica da espécie é Byrne, tendo sido descrita no ano de 1906.

## Portugal
Encontra-se presente em Portugal, onde é uma espécie nativa.

## Descrição
Trata-se de uma espécie marinha. Atinge os 12 cm de comprimento total nos indivíduos do sexo masculino.